# A-1 HKL 2009./10.
A-1 hrvatska košarkaška liga je bila najviši rang hrvatskog košarkaškog prvenstva u sezoni 2009./10. Sudjelovalo je ukupno 14 klubova, a samo natjecanje je imalo više faza. 

Prvakom je postala momčad Cibone iz Zagreba.

## Sudionici
- Vrijednosnice OS, Darda
- Dubrovnik
- Kaštel galerija, Kaštel Sućurac
- Svjetlost, Slavonski Brod
- Split
- Šibenik
- Trogir
- Zabok
- Borik Puntamika, Zadar
- Zadar *
- Cedevita, Zagreb *
- Cibona, Zagreb *
- Dubrava, Zagreb
- Zagreb Croatia osiguranje *

* prvi dio sezone igrali NLB ligu, prvenstvu se pridružili u Ligi za prvaka

## Ligaški dio

### A1 liga
```
 1.  Zabok                           18 12  6 1489 1394  +95 30 * 
 2.  Svjetlost Slavonski Brod        18 12  6 1515 1460  +55 30 *
 3.  Trogir                          18 12  6 1524 1484  +40 30 *
 4.  VROS Darda                      18 11  7 1446 1446    0 29 *
 5.  Borik Puntamika Zadar           18 10  8 1347 1301  +46 28 **
 6.  Split                           18  9  9 1420 1335  +85 27 **
 7.  Dubrava Zagreb                  18  8 10 1389 1433  -44 26 **
 8.  Dubrovnik                       18  7 11 1466 1518  -52 25 **
 9.  Šibenik                         18  5 13 1443 1578 -135 23 **
10.  Kaštel galerija Kaštel Sućurac  18  4 14 1318 1408  -90 22 **
* kvalificirali se u Ligu za prvaka
** kvalificirali se u Ligu za ostanak
```

### A1 liga za prvaka
```
1.  Cibona Zagreb                 14 12  2 1276 1012 +264 26 *
2.  Zadar                         14 12  2 1259 1067 +192 26 *
3.  Cedevita Zagreb               14 11  3 1279 1074 +205 25 *
4.  Zagreb CO                     14  9  5 1207 1132  +75 23 *
5.  Zabok                         14  5  9 1124 1236 -112 19 
6.  Brod Svjetlost Slavonski Brod 14  4 10 1170 1369 -199 18 
7.  Trogir                        14  2 12 1104 1302 -198 16 
8.  VROS Darda                    14  1 13  984 1211 -227 15 
* kvalificirali se u doigravanje
```

### A1 liga za ostanak
```
1.  Borik Puntamika Zadar          10 7 3 807 738 +69 35
2.  Split                          10 6 4 801 754 +47 32 
3.  Dubrava Zagreb                 10 6 4 844 804 +40 31 
4.  Dubrovnik                      10 5 5 868 886 -18 29 
5.  Šibenik                        10 3 7 802 883 -81 27
6.  Kaštel galerija Kaštel Sućurac 10 3 7 772 829 -57 26 
* dan je samo omjer iz „Lige za ostanak” dok su bodovima pridodane i međusobne utahmice iz A-1 lige
```

## Doigravanje
| faza | momčad#1      | omjer | momčad#2        | ut.1 (m#1:m#2) | ut.2 (m#1:m#2) | ut.3 (m#1:m#2) | ut.4 (m#1:m#2) | ut.5 (m#1:m#2) |
| --- | ------------- | ----- | --------------- | -------------- | -------------- | -------------- | -------------- | -------------- |
| momčad koja je označena podebljano' se plasirala u sljedeću rundu kod rezultata koji je označen podebljano, domaćin je bila momčad#1 kod rezultata prikazanih normalnim fontom domaćin je bila momčad#2 |               |       |                 |                |                |                |                |                |
| poluzavršnica | Zadar         | 2-1   | Cedevita Zagreb | 83:63          | 76:83          | 81:79          |                |                |
| poluzavršnica | Cibona Zagreb | 2-0   | Zagreb          | 93:75          | 75:68          |                |                |                |
| završnica | Cibona Zagreb | 3-1   | Zadar           | 76:80          | 72:77          | 87:81          | 78:71          | 95:73          |

## A1 kvalifikacijska liga 2010.
```
1.  Kvarner 2010 Rijeka 10 9 1 887 708 +179 19 *
2.  Alkar Sinj          10 8 2 790 694  +96 18 *
3.  Šibenik             10 6 4 779 769  +10 16 
4.  Mladost Zagreb      10 4 6 735 794  -59 14 
5.  Međimurje Čakovec   10 2 8 763 824  -61 12 
6.  Belišće             10 1 9 695 860 -165 11 

* plasirali se u A1 ligu 2010./11.
```

## Klubovi u međunarodnim natjecanjima
- Euroliga
  - Cibona VIP, Zagreb
- EuroCup
  - Zadar, Zadar
- EuroChallenge
  - Cedevita, Zagreb
  - Zagreb, Zagreb
- NLB liga
  - Zadar, Zadar
  - Cedevita, Zagreb
  - Cibona, Zagreb
  - Zagreb Croatia osiguranje, Zagreb

## Poveznice
- A-2 liga 2009./10.
- B-1 liga 2009./10.
- C liga 2009./10.
- Kup Krešimira Ćosića 2009./10.
- NLB liga 2009./10.